# 川邉加奈子
川邉 加奈子（かわなべ かなこ、1982年11月8日 - ）は、愛知県出身の元ボートレーサー。登録第4206号。身長152cm。血液型AB型。91期。夫に同じボートレーサーの河村了（登録番号4308）、同期に川上剛、長嶋万記、三浦永理がいる。

## 来歴
- やまと競艇学校時代は、リーグ戦勝率4.79（準優出以上はなし）の成績を残す。
- 2002年9月27日選手登録。
- 2002年11月12日から常滑競艇場で開催された 一般戦「INAX杯争奪 第15回 とこなめ大賞」初日第2Rでデビュー[1]。（6着）
- 2003年8月6日から鳴門競艇場で開催された 一般戦「JAS杯」最終日第3Rで初勝利[2]。
- 2006年7月18日から津競艇場で開催された G3「第23回クイーンカップ女子リーグ戦第7戦」で初優出[3]。（5着）
- 2009年3月3日から尼崎競艇場で開催された G1「第22回女子王座決定戦」でG1初出場。4日目第2RでG1初勝利[4]。
- 2009年4月22日から徳山競艇場で開催された 一般戦「周南市制6周年記念 くすのき賞」5日目第5Rを最後に産休に入り、結果としてラストランとなった[5]。（5着）
- 2010年8月16日、選手登録消除・引退。

## 戦績
- 出走回数：1165回
- 1着回数：131回
- 優出回数：4回
- 優勝回数：0回
- フライング(F)回数：6回
- 出遅れ(L)回数：0回
- 通算勝率：4.26
- 2連対率：23.61
- 3連対率：39.14
- 生涯獲得賞金：70,175,800円